# Simulium mediaxisus
Simulium mediaxisus es una especie de insecto del género Simulium, familia Simuliidae, orden Diptera.
Fue descrita científicamente por An, Guo & Xu, 1995.